# Talib Zanna
Talib Zanna (Kaduna, 1 de octubre de 1990) es un jugador de baloncesto nigeriano que actualmente integra la plantilla de los Cañeros del Este de la Liga Nacional de Baloncesto de República Dominicana. Con 2,06 metros de estatura, juega en la posición de ala-pívot. Disputó la Copa Mundial de Baloncesto de 2019 con la selección de Nigeria.

## Trayectoria deportiva

### Universidad
Jugó durante cuatro temporadas con los Panthers de la Universidad de Pittsburgh, en las que promedió 8,3 puntos y 6,0 rebotes por partido. En su primer año de universidad se lesionó de gravedad en un hombro cuando apenas había disputado 3 minutos en su primer partido, lo que le hizo perderse la temporada entera.

### Profesional
Tras no ser elegido en el Draft de la NBA de 2014, se unió a los Oklahoma City Thunder para disputar las Ligas de Verano de la NBA. El 29 de septiembre firmó con el equipo para disputar la pretemporada, pero tras siete partidos fue cortado antes del comienzo de la competición. El 4 de noviembre fue adquirido por los Oklahoma City Blue de la NBA D-League como jugador afiliado. En su primera temporada en el equipo promedió 13,3 puntos y 11,0 rebotes por partido, siendo incluido en el segundo mejor quinteto de rookies de la NBA D-League. Ese año disputó además el All-Star Game reemplazando a JaMychal Green que había sido adquirido por los Memphis Grizzlies.
Al año siguiente regresó a la plantilla de los Blue, acabando la temporada con unos promedios de 14,1 puntos y 10,1 rebotes por partido. El 2 de agosto de 2016 fichó por el equipo francés del Nanterre 92 donde estuvo una temporada.
El 12 de agosto de 2017 firma con el equipo israelí del Ironi Nes Ziona B.C. para disputar la temporada 2017-18 promediando 13.9 puntos, 9.4 rebotes y 1.3 robos por partido.
El 31 de julio de 2018 ficha por una temporada por el Montakit Fuenlabrada. Abandona el equipo el 28 de noviembre de 2018 tras acuerdo de desvinculación.
En mayo de 2020, firma con el Hapoel Tel Aviv B.C. de la Ligat Winner.
El 1 de julio de 2024 se unió a los Cañeros del Este de la Liga Nacional de Baloncesto de República Dominicana.

## Selección nacional
Zanna representa a Nigeria a nivel internacional. Con esa selección disputó la Copa Mundial de Baloncesto de 2019. 